# 哈图沙
哈图沙（赫梯楔形文字：𒌷𒄩𒀜𒌅𒊭 Ḫa-at-tu-ša）是古代赫梯王国的首都，位于土耳其首都安卡拉东偏北约164千米乔鲁姆省波阿兹卡雷，在克澤爾河弯道环绕的区域。
联合国教科文组织於1986年將哈圖沙列入世界遗产名录。

## 地理位置
城市遗址被农田、山坡草地和小片森林所包围，古代森林面积可能更大，周围农田为城市提供了小麦、大麦和豆类粮食食品，森林提供了建筑材料，居民的主要服装材料是羊毛，放牧的牲畜也提供了主要的肉食。贵族们可能还可以在森林中以猎鹿为乐。河流水量太小，不足以通航，运输主要依靠陆路交通。

## 早期历史

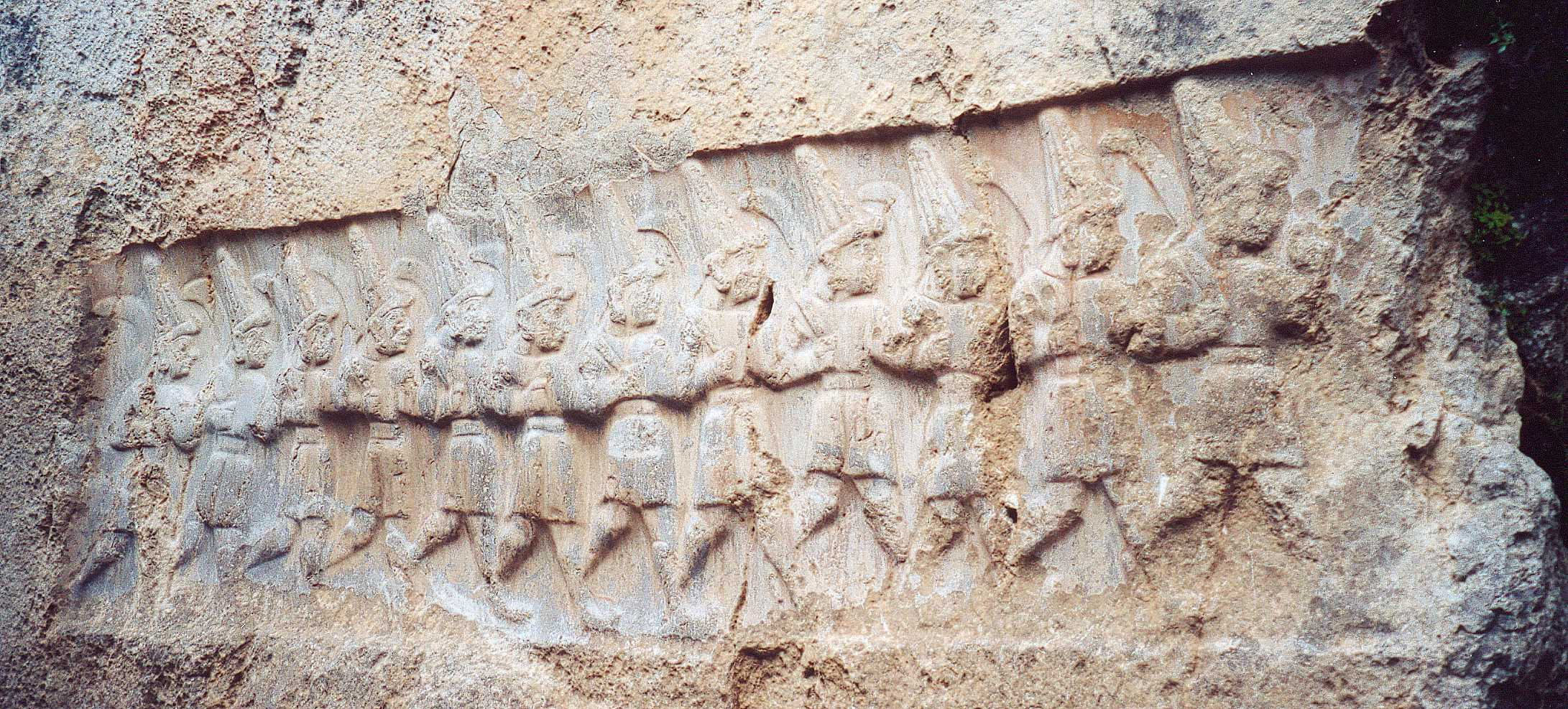
赫梯的十二位地狱之神浮雕

在公元前6000年这里已经有人类居住的痕迹，大约在公元前2000年，赫梯人已经在这里定居，公元前19世纪至前18世纪，亚述商人在这里建立了贸易点和居民区，考古发现有楔形文字的铭文开始引入到哈图沙。规模之大，被誉为当时中东四大帝国之一。
大约公元前1700年，哈图沙曾被烧毁，可能是被阿尼塔国王攻陷的，他并立了一个碑文说：“我在夜晚用武力攻陷这座城市，在这里撒播了杂草的种子，我以后如果有任何国王想重建哈图沙，必将会被天神所击垮。”

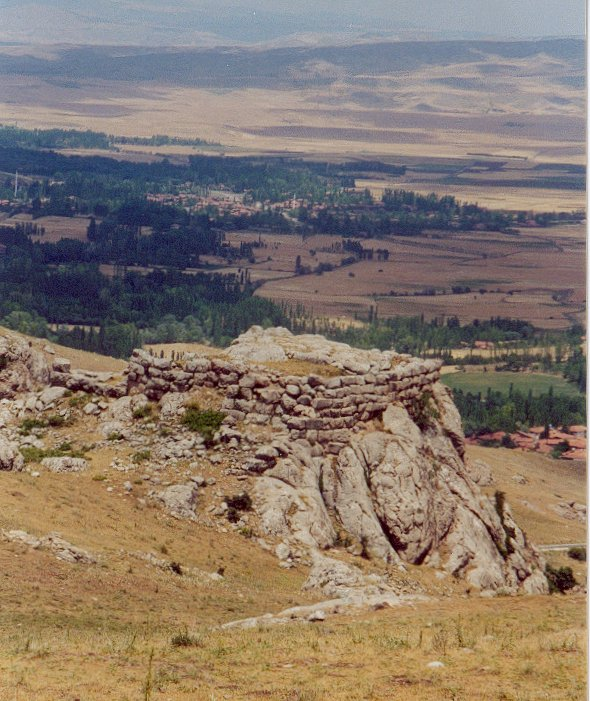
狮门外城

## 赫梯帝国
只过了一代人的时间，一位赫梯人国王到达这里，建立都城，自称哈图西里一世，是有27位现在已知名称的赫梯王国的第一位国王。后来由于外敌入侵，赫梯王国几次迁都，最后穆尔西里三世将首都迁回哈图沙，以后哈图沙直到帝国于前1180年灭亡以前一直是赫梯王国的首都。
在最繁荣时期，哈图沙面积达1.8平方千米，由苏庇路里乌玛一世（约公元前1375年-前1335年）建造的内外两道城墙包围，内城有0.8平方千米，有宫殿和庙宇，外城城门在内城南若1千米处，有勇士、狮子和斯芬克斯的浮雕装饰。外城内有四座寺庙，居民房屋是用木料和土坯搭建的，现在已经只留有地基，估计有4万至5万居民，其中有1/3居住在内城。目前还有石建的宫殿和庙宇遗迹。
城北墙外有一座石刻陵墓和有宏大的铭文巨石的石窟神庙，庙墙上有精美的浮雕；城西北有供奉太阳神和风暴神的神庙。
大约在公元前1180年，随着赫梯王国的灭亡，哈图沙也被毁灭和遗弃，直到公元前1世纪，才有一些其他民族的人在这里定居。

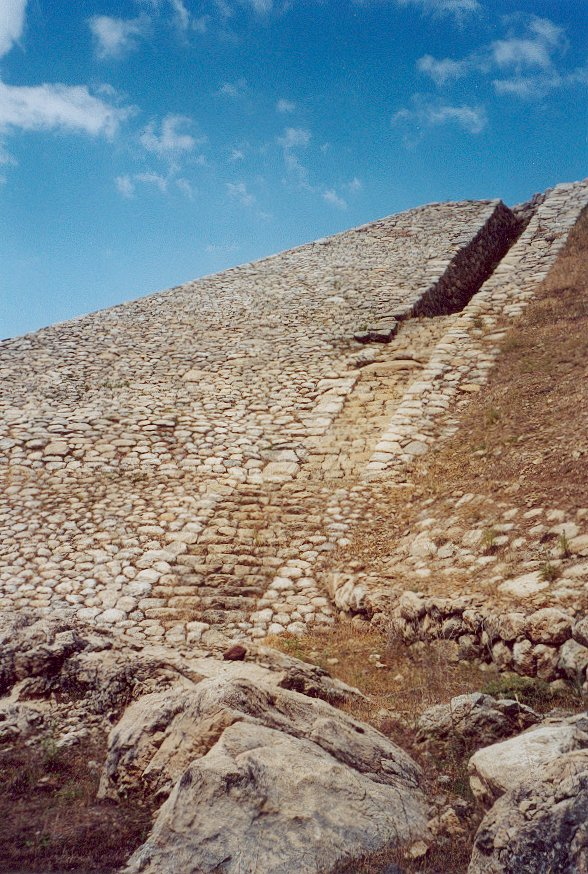
南面的外城墙遗迹

## 考古发现
从1906年开始，德意志帝国考古协会开始在这里发掘，发现了许多楔形文字碑片，包括有契约、法律、预言等，最重要的发现是大约在公元前1259年赫梯王国和古埃及第十九王朝法老拉美西斯二世的和平条约，现在有一个复制品作为最早的国际和平条约范例放在纽约联合国总部。
在这里已经发现了大约30,000件泥版文书，大部分存放在安卡拉和伊斯坦布尔的博物馆内。

## 登录基准
该世界遗产被认为满足世界遺產登錄基準中的以下基準而予以登錄：
- （i）表现人类创造力的经典之作。
- （ii）在某期间或某种文化圈里对建筑、技术、纪念性艺术、城镇规划、景观设计之发展有巨大影响，促进人类价值的交流。
- （iii）呈现有关现存或者已经消失的文化传统、文明的独特或稀有之证据。
- （iv）关于呈现人类历史重要阶段的建筑类型，或者建筑及技术的组合，或者景观上的卓越典范。